# Seleção Servo-Montenegrina de Futebol
A Seleção Servo-Montenegrina de Futebol representou a Sérvia e Montenegro nas competições de futebol da FIFA. Existiu entre a dissolução da Iugoslávia e a independência de Montenegro.

## História
Seu primeiro jogo ocorreu apenas oito dias depois da criação da Sérvia e Montenegro, em partida válida pelas eliminatórias para a Eurocopa de 2004, em um empate em 2 a 2 contra o Azerbaijão em 12 de fevereiro de 2003. A nova seleção acabou não classificando-se para a competição, ficando um ponto atrás do País de Gales, que conseguiu a vaga para a repescagem. Em 2004, a equipe sub-21 trouxe resultados mistos: foi vice-campeã continental da categoria e depois ficou em último lugar de seu grupo nas Olimpíadas de Atenas.
A Copa do Mundo de 2006 foi a última competição internacional disputada pela equipe, cujo país já não existia mais uma semana antes do torneio. Pouco antes, no mesmo ano, o time sub-21 fizera novamente boa campanha no campeonato europeu, parando nas semifinais, nos pênaltis.
Apesar de ter sido considerada a melhor defesa das eliminatórias para a Copa de 2006, com apenas 1 gol sofrido (mesmo enfrentando bons adversários como Espanha, Bélgica e Bósnia), a equipe terminou em último lugar na competição, ironicamente com a pior defesa (10 gols sofridos), além de ter sofrido a pior goleada. Pelo nível técnico da equipe, acredita-se que a separação do país às vésperas do torneio foi fundamental para uma campanha tão pífia, e até o Hino nacional da Iugoslávia, tocado antes de cada partida, era vaiado pela torcida. Os próprios jogadores decidiram não cantar o hino.
Mas, antes mesmo de tal fator geopolítico, o ambiente já não estava bom: um dos convocados, o atacante reserva Mirko Vučinić (um dos dois nativos de Montenegro chamados, ao lado do goleiro titular Dragoslav Jevrić), teve de ser cortado por lesão. O técnico, Ilija Petković, resolveu convocar seu filho Dušan Petković para preencher a vaga. O próprio Dušan, devido à polêmica criada, preferiu deixar a delegação, pois seu lugar não pôde ser novamente ocupado, pelas regras da FIFA.
Ilija já havia polemizado antes ao não dar chances a Dejan Petković (com quem não tem parentesco), que fazia sucesso no Brasil e que em opiniões tanto brasileiras quanto sérvias (incluindo aí não só a imprensa local como também o capitão Savo Milošević) tinha capacidade para estar no time, mesmo aos 33 anos e sem nunca ter defendido a Sérvia e Montenegro (seu último jogo fora em 1999, ainda pela Iugoslávia). Ilija declarara que o grupo planejado por ele para a Copa já estava fechado e que não seria justo dar lugar de alguém que se esforçara para levar o país ao Mundial. Apesar disso, incluiu um novato em sua convocação original, Ivan Ergić.
A campanha se iniciou com uma derrota de 1 a 0 para os Países Baixos, com Arjen Robben marcando o único gol da partida. Neste jogo, a equipe perdeu o zagueiro Nemanja Vidić, que se lesionou e não pôde ser substituído. O selecionado, que já estava reduzido a 22 jogadores com o abandono de Dušan, ficou em 21. Os dias que se seguiram foram marcados pela revolta de alguns jogadores com as ideias do técnico.
Cinco dias depois, sofreu a vergonhosa goleada de 6 a 0 para a Argentina, sendo o pior resultado internacional da Seleção Servo-Montenegrina. Na última rodada, já desclassificada, enfrentou a Costa do Marfim, que também havia sido eliminada matematicamente. Apesar de iniciar vencendo por 2 a 0 durante grande parte do primeiro tempo (gols de Nikola Žigić e Saša Ilić), acabou perdendo de virada para os Elefantes por 3 a 2. O país, que fora ao mundial com 23 jogadores, retornou prematuramente e com apenas 18 em condições de jogo, além de cinco multados por má conduta. Ilija demitiu-se após a campanha.
| Pos | Equipe              | Pts | J | V | E | D | GP | GC | SG | Classificado      |
| --- | ------------------- | --- | - | - | - | - | -- | -- | -- | ----------------- |
| 1   | Argentina           | 7   | 3 | 2 | 1 | 0 | 8  | 1  | +7 | Fase eliminatória |
| 2   | Países Baixos       | 7   | 3 | 2 | 1 | 0 | 3  | 1  | +2 | Fase eliminatória |
| 3   | Costa do Marfim     | 3   | 3 | 1 | 0 | 2 | 5  | 6  | −1 | Eliminado         |
| 4   | Sérvia e Montenegro | 0   | 3 | 0 | 0 | 3 | 2  | 10 | −8 | Eliminado         |

## Curiosidades
Por ter disputado apenas uma eliminatória, ter ido para a Copa de 2006 e depois o pais ter deixado de existir, a Servia e Montenegro tem um recorde juntamente com Brasil e Alemanha de nunca ter perdido uma eliminatória para a Copa.
Durante a Copa de 2006 a Sérvia e Montenegro não defendeu nenhum país existente. Isso foi decidido durante um conselho da FIFA que a seleção não representaria nem a Sérvia nem Montenegro.

## Elenco naCopa do Mundo de 2006
| #  | Nome               | Posição      | Idade | J Sel | Clube             |
| -- | ------------------ | ------------ | ----- | ----- | ----------------- |
| 1  | Dragoslav Jevrić   | Goleiro      | 31    |       | Ankaraspor        |
| 2  | Ivan Ergić         | Meiocampista | 25    |       | FC Basel          |
| 3  | Ivica Dragutinović | Defesa       | 30    |       | Sevilla           |
| 4  | Igor Duljaj        | Meiocampista | 26    |       | Shakhtar Donetsk  |
| 5  | Nemanja Vidić      | Defesa       | 24    |       | Manchester United |
| 6  | Goran Gavrančić    | Defesa       | 27    |       | Dínamo Kiev       |
| 7  | Ognjen Koroman     | Defesa       | 27    |       | Portsmouth        |
| 8  | Mateja Kežman      | Atacante     | 27    |       | Atlético Madrid   |
| 9  | Savo Milošević     | Atacante     | 32    |       | Osasuna           |
| 10 | Dejan Stanković    | Meiocampista | 27    |       | Internazionale    |
| 11 | Predrag Đorđević   | Meiocampista | 34    |       | Olympiakos        |
| 12 | Oliver Kovačević   | Goleiro      | 31    |       | CSKA Sofia        |
| 13 | Dušan Basta        | Defesa       | 21    |       | Estrela Vermelha  |
| 14 | Nenad Đorđević     | Defesa       | 26    |       | Partizan          |
| 15 | Milan Dudić        | Defesa       | 26    |       | Estrela Vermelha  |
| 16 | Dušan Petković     | Atacante     | 32    |       | OFK Belgrado      |
| 17 | Albert Nađ         | Meiocampista | 31    |       | Partizan          |
| 18 | Zvonimir Vukić     | Meiocampista | 26    |       | Partizan          |
| 19 | Nikola Žigić       | Atacante     | 25    |       | Valencia          |
| 20 | Mladen Krstajić    | Defesa       | 32    |       | Schalke 04        |
| 21 | Danijel Ljuboja    | Meiocampista | 27    |       | Stuttgart         |
| 22 | Saša Ilić          | Meiocampista | 28    |       | Galatasaray       |
| 23 | Vladimir Stojković | Goleiro      | 22    |       | Sporting          |
| T  | Ilija Petković     |              |       |       |                   |

## Uniformes
- 2004

| 1º Uniforme | 2º Uniforme |  |